# Kœur-la-Grande
 Kœur-la-Grande  là một xã thuộc tỉnh Meuse trong vùng Grand Est đông nam nước Pháp. Xã này nằm ở khu vực có độ cao trung bình 222 mét trên mực nước biển.